# Staatliche Münzen Baden-Württemberg

Blason du Bade-Wurtemberg

Staatliche Münzen Baden-Württemberg (en français, Les Monnaies d'État du Bade-Wurtemberg) est une entreprise, propriété de l'État du Bade-Wurtemberg, qui est le premier fabricant de pièces de monnaie allemandes. Elle frappe plus de 40% des pièces de circulation et des pièces de collection produites en Allemagne.

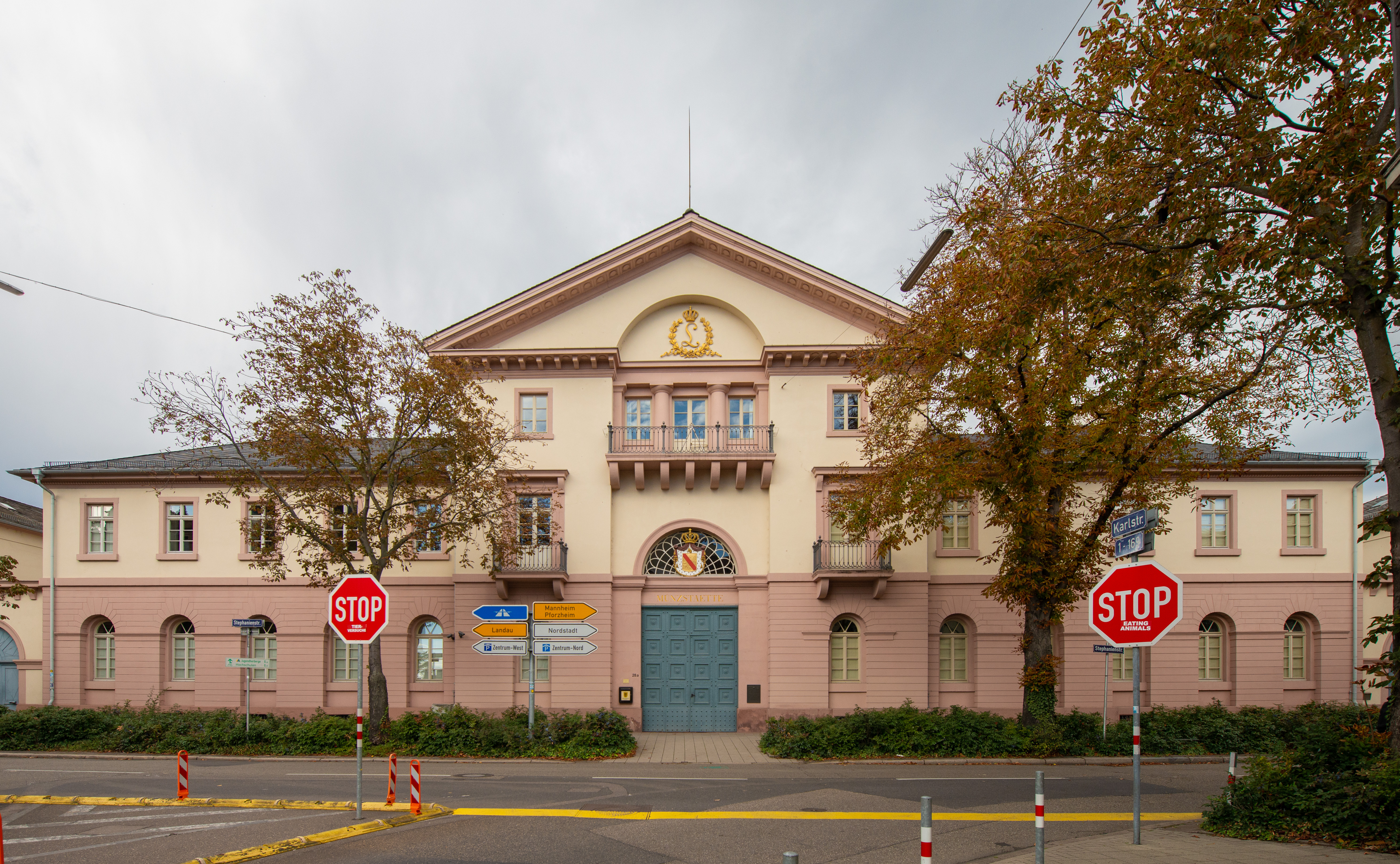
Monnaie d'État du Bade-Wurtemberg à Karlsruhe

C'est en 1998 que les deux ateliers monétaires de Karlsruhe et de Stuttgart ont fusionné dans cette nouvelle entreprise. Cependant, les deux fabriques ont gardé leurs marques d'atelier respectives : le « F » pour Stuttgart, et le « G » pour Karlsruhe.
Les ateliers de Staatliche Münzen Baden-Württemberg, à Stuttgart et Karlsruhe, représentent, avec les monnaies de Berlin (« A »), Munich (« D ») et Hambourg (« J ») deux des cinq ateliers monétaires allemands.
En 2013, le gouvernement de la Lettonie, pays qui a rejoint la zone euro en 2014, a annoncé qu'il confiait à Staatliche Münzen Baden-Württemberg la fabrication de ses pièces de monnaie en euro.